# Església de la Mare de Déu de Montserrat de Picanya
L'Església Parroquial de la Mare de Déu de Montserrat és un temple catòlic situat al municipi de Picanya. És Bé de Rellevància Local amb identificador nombre 46.14.193-001.